# Великанова, Елена Сергеевна
Еле́на Серге́евна Велика́нова (урождённая Тимо́нина; род. 5 октября 1984, Москва, РСФСР, СССР) — российская актриса театра, кино, телевидения и дубляжа.

## Биография
Елена Великанова родилась 5 октября 1984 года в Москве. Мать — инженер по специальности, работает директором ресторана. Отчим — Дмитрий Джонович Великанов (род. 8 мая 1963), в 1986 году окончил факультет радиоэлектроники Московского авиационного института (МАИ), работал режиссёром, ведущим, диджеем на радиостанции «Европа плюс», занимал должность генерального продюсера телеканала «ДТВ» (2004—2008), с января 2011 года является генеральным продюсером телеканала «РЕН ТВ». Елена носит фамилию своего отчима, двоюродной бабушкой которого является известная советская эстрадная певица Гелена Великанова (1923—1998).
По словам Елены, её предки родом из подмосковного села Зюзино (ныне — район Зюзино Юго-Западного административного округа города Москвы). Первые упоминания о её семье восходят к 1640 году: её род носил фамилию Сковородовы (история коренного населения села Зюзино описана в документальной книге Светланы Ярославцевой «Девять веков Юга Москвы. Между Филями и Братеевом» (2008)).
Окончила детскую музыкальную школу по классу фортепиано и вокала, занималась живописью.
После окончания средней школы в 2001 году Елена поступила в Высшее театральное училище имени М. С. Щепкина при Государственном академическом Малом театре России в Москве (художественный руководитель курса — Виталий Николаевич Иванов; педагог — Владимир Михайлович Бейлис), которое окончила в 2005 году.
Работала в театрах «Сфера» и «Эрмитаж».
Получила известность благодаря ролям в фильмах «Попса» (2005), «Ванечка» (2007), «Самый лучший фильм» (2007) и «Джек Райан: Теория хаоса» (2014). Снималась в телесериалах «Условия контракта» (2011—2013), «Гражданин Никто» и других.
С 2008 года участвует в озвучивании мультипликационной франшизы «Феи», являясь голосом феи Видии (в оригинале — Памела Эдлон).
После начала войны России против Украины в 2022 году поддержала украинскую сторону, переехала в Киев и стала вести социальные сети на украинском языке.

### Личная жизнь
- В разводе с 2018 года.
- Сын — Михаил (родился в 2010 году)[12].

## Творчество

### Фильмография

#### Актриса
| Год       |   | Название                                                   | Роль                                                      |
| --------- | - | ---------------------------------------------------------- | --------------------------------------------------------- |
| 2005      | ф | Попса                                                      | Славка, талантливая провинциалка                          |
| 2005      | с | Даша Васильева. Любительница частного сыска                | Полина Железнова                                          |
| 2005      | с | Я не вернусь                                               | Елена, подруга Ольги                                      |
| 2006      | ф | Сван / Svani (Грузия)                                      | Виктория, невеста Джабега                                 |
| 2006      | с | Девять месяцев                                             | медсестра                                                 |
| 2007      | ф | Ванечка                                                    | Надя                                                      |
| 2007      | ф | Джоконда на асфальте                                       | эпизод                                                    |
| 2007      | ф | Он, она и я                                                | медсестра                                                 |
| 2007      | с | Я — телохранитель                                          | Анна Топаева                                              |
| 2007      | ф | Самый лучший фильм                                         | Настя (Анастасия) Кориновая                               |
| 2008      | ф | Долгожданная любовь                                        | Дарья, дочь Вероники, студентка                           |
| 2008      | с | Река-море                                                  | Анастасия, дочь Громова                                   |
| 2008      | ф | Танец горностая                                            | Анна Смирнова                                             |
| 2008      | ф | Время счастья                                              | Анна Саутина                                              |
| 2009      | с | 220 вольт любви                                            | Мария Викторовна Нечаева                                  |
| 2009      | с | Если нам судьба                                            | Лена Лукова, частный детектив                             |
| 2009      | ф | Шёпот оранжевых облаков                                    | Елена Соглиева, жена Антона                               |
| 2010      | ф | Время счастья 2                                            | Анна Саутина                                              |
| 2011      | с | Условия контракта                                          | Мария Павлова                                             |
| 2013      | ф | Судьба Марии                                               | Яна Бородина                                              |
| 2013      | с | Условия контракта 2                                        | Мария Павлова                                             |
| 2014      | ф | Чужая война                                                | Зоя                                                       |
| 2014      | ф | Подмена в один миг                                         | Светлана Коршунова                                        |
| 2014      | ф | Джек Райан: Теория хаоса / Jack Ryan: Shadow Recruit (США) | Катя                                                      |
| 2014      | с | Между двух огней                                           | Дарья Ступина, гражданская жена Огнёва                    |
| 2015      | ф | Соната для Веры                                            | Вера Соколова                                             |
| 2016      | с | Гражданин Никто                                            | Мария Вержбицкая, жена Георгия, в молодости жена Орлова   |
| 2016      | с | Консультант                                                | Ольга, бывшая жена Широкова                               |
| 2017      | ф | Суфлёр                                                     | Саша Корзухина, реставратор                               |
| 2017      | ф | Дом у последнего фонаря                                    | Саша Корзухина, реставратор                               |
| 2017      | ф | Жених для дурочки                                          | Катерина Строганова                                       |
| 2017      | ф | Трюфельный пёс королевы Джованны                           | Саша Корзухина, реставратор                               |
| 2017      | ф | Алтарь Тристана                                            | Саша Корзухина, реставратор                               |
| 2017      | с | Верю, люблю, надеюсь                                       | Надежда                                                   |
| 2017      | ф | Алмазы Цирцеи                                              | Саша Корзухина, реставратор                               |
| 2018      | с | Затмение                                                   | Светлана Котляр                                           |
| 2018      | ф | Сфинксы северных ворот                                     | Саша Корзухина, реставратор                               |
| 2018      | ф | Отравленная жизнь                                          | Саша Корзухина, реставратор                               |
| 2018      | ф | Мастер охоты на единорога                                  | Саша Корзухина, реставратор                               |
| 2018      | ф | Отель «Толедо»                                             | Саша Корзухина, реставратор                               |
| 2019      | ф | Железный лес                                               | Саша Корзухина, реставратор                               |
| 2019      | ф | Клетка для сверчка                                         | Саша Корзухина, реставратор                               |
| 2019      | ф | Ёлка на миллион                                            | Анна                                                      |
| 2020      | с | 257 причин, чтобы жить                                     | Оля, полицейский, любительница собак и возлюбленная Олега |
| 2020      | ф | Чужие дети                                                 | Анна                                                      |
| 2020      | ф | Игра с тенью                                               | Саша Корзухина, реставратор                               |
| 2020      | ф | Чёрная месса                                               | Саша Корзухина, реставратор                               |
| 2021      | ф | Кукольный домик                                            | Саша Корзухина, реставратор                               |
| 2021      | ф | Чёрная вдова                                               | Саша Корзухина, реставратор                               |
| 2022—2023 | с | Анна Медиум                                                | Елена Карева                                              |

#### Озвучивание
- 2008 — Феи / Tinker Bell — Видия (Памела Эдлон)
- 2009 — Феи: Потерянное сокровище / Tinker Bell and the Lost Treasure — Видия
- 2010 — Феи: Волшебное спасение / Tinker Bell and the Great Fairy Rescue — Видия
- 2011 — Турнир долины фей / Pixie Hollow Games — Видия
- 2012 — Феи: Тайна зимнего леса / Secret of the Wings — Видия
- 2014 — Феи: Загадка пиратского острова / Tinker Bell and the Quest for the Queen: The Pirate Fairy — Видия
- 2014 — Феи: Легенда о чудовище / Legend of NeverBeast — Видия

### Роли в театре

#### Государственный академический Малый театр России
- 2005 — «Сказка о царе Салтане» (дипломный спектакль) А. С. Пушкина — Белочка[13]

#### Театр «Содружество актёров Таганки»
- «Нервные люди», антрепризный спектакль по мотивам рассказов Михаила Зощенко (режиссёр — С. Линцов)[13] —

#### Театральный центр «На Страстном»(Москва)
- 2005 — «Shlem.com» по роману «Шлем ужаса» Виктора Пелевина (режиссёр — Жу Монтвилайте)[13][14] — Ариадна

## Награды
- 2007 — специальный приз жюри II Московского открытого фестиваля молодёжного кино «Отражение» в городе Зеленограде — за главную роль Надежды в художественном фильме «Ванечка» (2007) режиссёра Елены Николаевой.
- 2008 — молодёжная российская премия «Триумф» — за главную роль Надежды в художественном фильме «Ванечка» (2007) режиссёра Елены Николаевой.